# NGC 1353
NGC 1353 ist eine aktive Balken-Spiralgalaxie mit ausgedehnten Sternentstehungsgebieten vom Hubble-Typ SBb im Sternbild Eridanus südlich des Himmelsäquators. Sie ist schätzungsweise 64 Millionen Lichtjahre von der Milchstraße entfernt und hat einen Durchmesser von etwa 70.000 Lichtjahren. NGC 1353 ist Mitglied des Eridanus-Galaxienhaufens.
Im selben Himmelsareal befinden sich u. a. die Galaxien NGC 1362, NGC 1370, IC 1953, IC 1962.
Das Objekt wurde am 9. Dezember 1784 von dem deutsch-britischen Astronomen William Herschel  mit seinem 47,5-cm-Spiegelteleskop entdeckt.